# Doshu
Dōshu (道主?) è un titolo delle arti marziali che si traduce letteralmente come: 'Maestro della via'.

## Aikido
Nell'aikidō, per esempio, dōshu è il titolo ereditario che spetta a chi dirige la scuola Aikikai.
Tre uomini finora hanno avuto questo titolo:
- Morihei Ueshiba, dall'inizio dell'utilizzo del titolo sino al 1969.
- Kisshomaru Ueshiba, dal 1969 al 1999.
- Moriteru Ueshiba, dal 1999 ad oggi.

In linea con il sistema iemoto, quando morì il fondatore dell'aikido, Morihei Ueshiba nel 1969, suo figlio Kisshomaru divenne il secondo dōshu. Quando anche Kisshomaru morì nel 1999, suo figlio Moriteru assunse il titolo. Moriteru dovrebbe essere seguito nel titolo dōshu da suo figlio: Mitsuteru Ueshiba.